# Michail Sergejewitsch Kusmitsch
Michail Sergejewitsch Kusmitsch (russisch Михаил Сергеевич Кузмич; * 8. Oktober 1982 in Krasnojarsk) ist ein russischer Rennrodler.

## Karriere
Michail Kusmitsch betreibt Rennrodeln seit 1999 und gehört seit 2001 dem russischen Nationalkader an. Der Student war zunächst Obermann im Doppelsitzer mit Juri Weselow. Seit der Saison 2007/08 ist Stanislaw Michejew sein Partner. Kusmitschs erster großer Erfolg war die Teilnahme an den Olympischen Spielen 2002 von Salt Lake City, wo er 14. wurde. In der Saison 2002/03 wurde das Doppel 13. der Weltcup-Gesamtwertung und bei den Rennrodel-Weltmeisterschaften 2003. In der Folgesaison erreichten sie den neunten Rang sowie den elften Platz bei den Rennrodel-Weltmeisterschaften 2004 von Nagano im Doppel und den achten mit dem russischen Team im Mannschaftswettbewerb. Bei der Europameisterschaft des Jahres in Oberhof belegten sie den fünften Rang mit der Mannschaft.
Die Saison 2004/05 verlief mittelmäßig erfolgreich. Besser wurde es wieder in der Saison 2005/06. In der Gesamtwertung des Rennrodel-Weltcups wurden Kusmitsch/Weselow Zehnte, im Rennrodel-Challenge-Cup 2005/06 Neunte. Mit dem Team belegten die beiden bei der Europameisterschaft 2006 in Winterberg den vierten Rang, im Doppel wurden sie Zwölfte. Einen Platz besser kamen sie bei den Olympischen Winterspielen 2006 von Turin ein. Beim Weltcup-Auftakt der Saison 2007/08 in Lake Placid gelang ihm mit Michejew mit dem 10. Rang im ersten Saisonrennen sofort eine Platzierung unter den Top 10. Dieselbe Platzierung erreichte das Doppel auch am Königssee. Abgesehen von einem Rennen in Sigulda, das sie wegen eines Sturzes nicht beendeten, kamen sie in allen Rennen der Saison auf Ränge unter den besten 15 und wurden am Ende 13. der Gesamtwertung. Bei der Rennrodel-EM 2008 in Cesana Torinese wie auch bei den WM in Oberhof kam das Doppel auf den achten Platz, im Teamwettbewerb kamen sie bei der EM auf Rang fünf, bei der WM verpassten sie als Vierte knapp eine Medaille. Die Rennrodel-Weltmeisterschaften 2009 in Lake Placid beendeten sie als Elfte, die Rennrodel-Europameisterschaften 2010 in Sigulda als Sechstplatzierte.